# Somme de Dedekind
En mathématiques, les sommes de Dedekind, nommées ainsi en l'honneur du mathématicien Richard Dedekind, sont certaines sommes de produits d'une fonction en dents de scie s, et sont fonction de deux variables entières. Dedekind les a introduites pour exprimer l'équation fonctionnelle de la fonction êta de Dedekind. Elles ont été, par la suite, beaucoup étudiées en théorie des nombres et sont apparues dans certains problèmes de topologie. Les sommes de Dedekind sont reliées entre elles par de nombreuses équations, dont cet article ne liste qu'une partie.

## Définition
La somme de Dedekind est une fonction définie pour deux entiers de la manière suivante :

## Propriétés
- Si l'on pose{\displaystyle ((x))={\begin{cases}x-[x]-1/2&{\mbox{si }}x{\mbox{ n}}'{\mbox{est pas entier}}\\0&{\mbox{sinon, }}\end{cases}}}on peut écrire que{\displaystyle s(h,k)=\sum _{r{\mbox{ mod }}k}{\left(\left({\frac {r}{k}}\right)\right)\left(\left({\frac {hr}{k}}\right)\right)}.}Cela permet d'exploiter le fait que {\displaystyle ((x))} est périodique de période 1.
- Si {\displaystyle h'\equiv \pm h[k]}, alors {\displaystyle s(h',k)=\pm s(h,k)} avec le même signe.
- Si {\displaystyle h{\bar {h}}\equiv \pm 1[k]}, alors {\displaystyle s({\bar {h}},k)=\pm s(h,k)}.
- Si {\displaystyle h^{2}+1\equiv 0[k]}, alors {\displaystyle s(h,k)=0}.

## Loi de réciprocité
Si h et k sont premiers entre eux, alors :

## Propriétés de congruence
- Le nombre {\displaystyle 6ks(h,k)} est entier.
- Si {\displaystyle \theta =(3,k)} (avec (.,.) désignant le plus grand commun diviseur), on a :
  - {\displaystyle 12hks(k,h)\equiv 0[\theta k]}
  - {\displaystyle 12hks(h,k)\equiv h^{2}+1[\theta k]}
- On a aussi :{\displaystyle 12ks(h,k)\equiv (k-1)(k+2)-4h(k-1)+4\sum _{r<k/2}{\left[{\frac {2hr}{k}}\right]}{\mbox{ mod }}8.}
- Si k = 2λk1 et k1 impair, alors pour tout h impair :{\displaystyle 12hks(h,k)\equiv h^{2}+k^{2}++5k-4k\sum _{v<h/2}{\left[{\frac {2kv}{h}}\right]}{\mbox{ mod }}2^{\lambda +3}.}
- Enfin, si q vaut 3, 5, 7 ou 13 et que r = 24/(q–1). Choisissons les entiers a, b, c et d tels que ad–bc = 1 et c = qc1 et posons :{\displaystyle \delta =\left(s(a,c)-{\frac {a+d}{12c}}\right)-\left(s(a,c_{1})-{\frac {a+d}{12c_{1}}}\right).}Alors δr est un entier pair.

## Référence
(en) Tom Apostol, Modular Functions and Dirichlet Series in Number Theory, Springer-Verlag